# Rub al-hizb

Rub al-hizb

Rub al-hizb (arabisch ربع الحزب, DMG Rubʿ al-ḥizb; ۞) ist ein kalligrafisches Element, das im Koran verwendet wird, um den Beginn eines Viertels (rubʿ) eines ḥizb anzuzeigen. Dies entspricht einem Zweihundertvierzigstel des Korans, denn ein ḥizb ist ein halber dschuzʾ bzw. ein Sechzigstel des Korantextes. Bei einer typischen Koranausgabe mit 604 Seiten findet man dieses Symbol daher alle zweieinhalb Seiten. 
Rub al-hizb wird als Symbol für den Islam in einigen Wappen und Flaggen benutzt:
- Wappen Turkmenistans
- Wappen Usbekistans
- in modifizierter Form in der Flagge Aserbaidschans

Das Rub al-hizb ist im Zeichensatzstandard Unicode auf Position 06DE enthalten.
Eine weitere Glyphe im Koran, die die Unterteilung des Korantextes signalisiert, ist das kreisförmige Symbol ۝, welches das Ende einer Āya anzeigt.

Wappen Turkmenistans (seit 2003)
Wappen Usbekistans (seit 1992)
Flagge Aserbaidschans (seit 1991)